# Rue de la Villette
Ne doit pas être confondu avec la rue Villette à Liège, ni avec la rue de la Villette à Lyon.
La rue de la Villette est une voie du 19e arrondissement de Paris, en France.

## Situation et accès

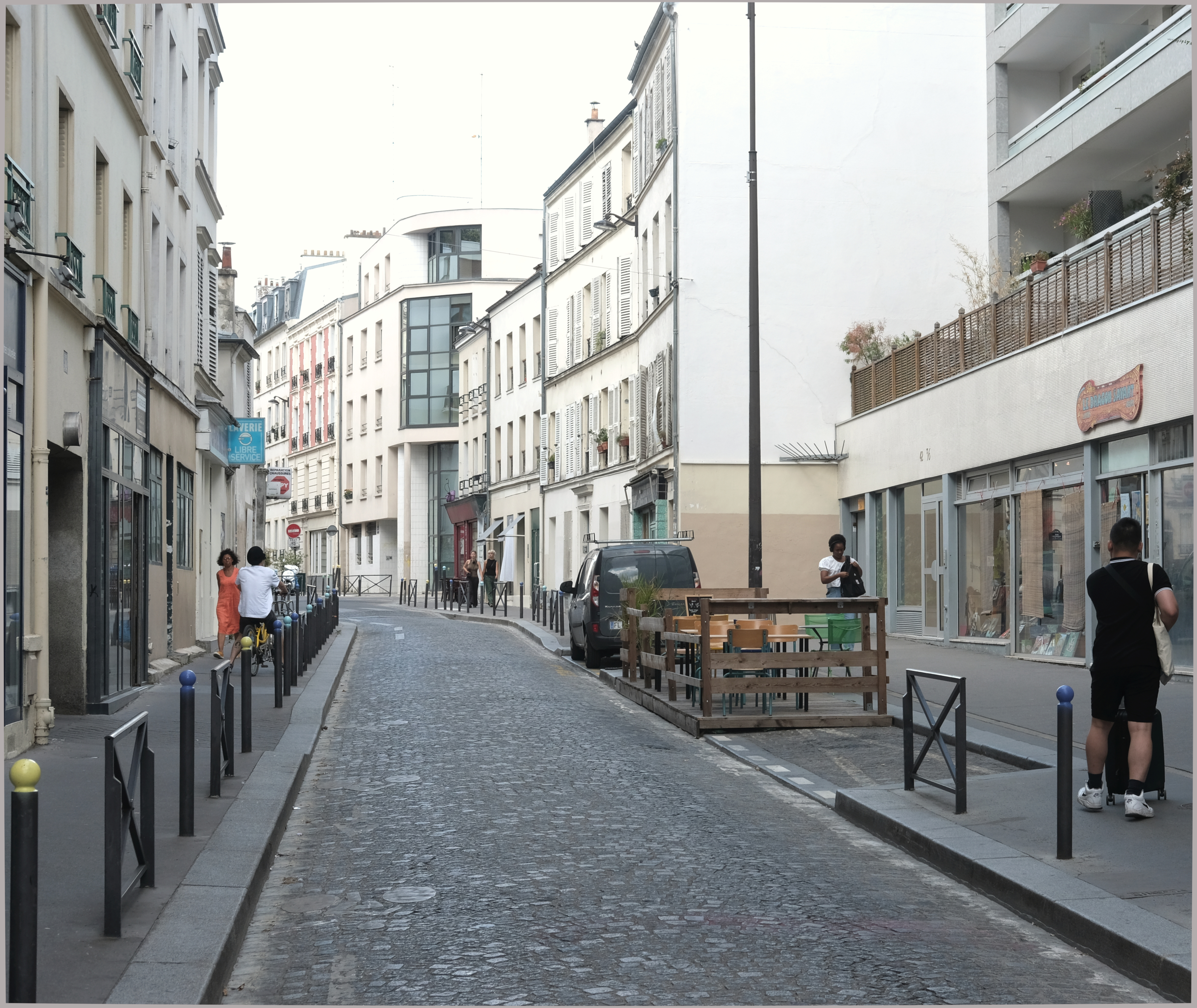
Rue de la Villette vue depuis la rue Fessart.

La rue de la Villette est une voie publique située dans le 19e arrondissement de Paris. Elle débute au 115, rue de Belleville et se termine au 74, rue Botzaris. Elle croise la rue Fessart, la rue des Solitaires, la rue Carducci, et le cours du Septième-Art.

## Origine du nom

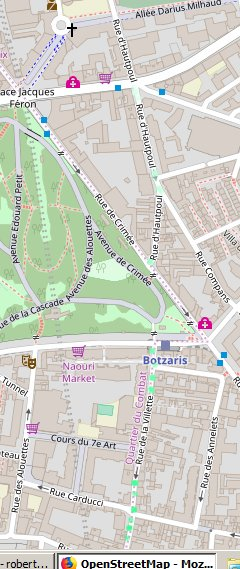
Plan montrant que la rue d'Hautpoul est la continuation de celle de la Villette.

On peut s'étonner de nos jours que le nom de cette rue fasse référence à un quartier de Paris qui s'en trouve assez éloigné. Mais cette voie est en fait le début d'une ancienne voie qui conduisait du hameau de Belleville à celui de La Villette, et qui se dénommait « rue de la Villette » sur la commune de Belleville, et « rue de Belleville » sur la commune de la Villette.
La voie est maintenant coupée en deux par le parc des Buttes-Chaumont, et la partie située de l'autre côté du parc est dénommée depuis 1865 « rue d'Hautpoul ».

## Historique
D'après Emmanuel Jacomin qui cite un bail religieux, cette voie était appelée en 1451 « ruelle aux Nonains, ruelle que fait le chemin de terre de belle ville à la Villette Saint Ladre ».
Cette rue, qui était précédemment voie de l'ancienne commune de Belleville, est tracée sur le plan de Roussel de 1730.
La partie comprise entre la rue de Belleville et la rue Fessart est indiquée sous le nom de « rue des Sonneries » sur le plan cadastral de 1812.

## Bâtiments et lieux de mémoire
- No 11 : une étrange cheminée de briques, décorée d'un personnage de Jérôme Mesnager, passe à travers le toit d'une maison. Précédée d'un jardin verdoyant, c'était une ancienne laverie industrielle.
- No 13 : villa de l'Adour (privée). La chaussée pavée, avec une rigole en son milieu, se glisse entre de petites maisons anciennes, colorées et verdoyantes.
- No 51 : à cette adresse naquit, le 27 mai 1871, au fond de la cave, le peintre Georges Rouault, lors d'un bombardement des Versaillais sur Paris.
- No 61 : école primaire décorée par une fresque du street-artiste Le Long.
- No 82 : lieu de naissance de Maurice et Jean Cadet, héros de la Résistance. Une plaque commémorative leur rend hommage mais elle est erronée : elle indique qu'ils ont été exécutés le 26 novembre 1942, alors que c'était deux jours plus tôt[2].

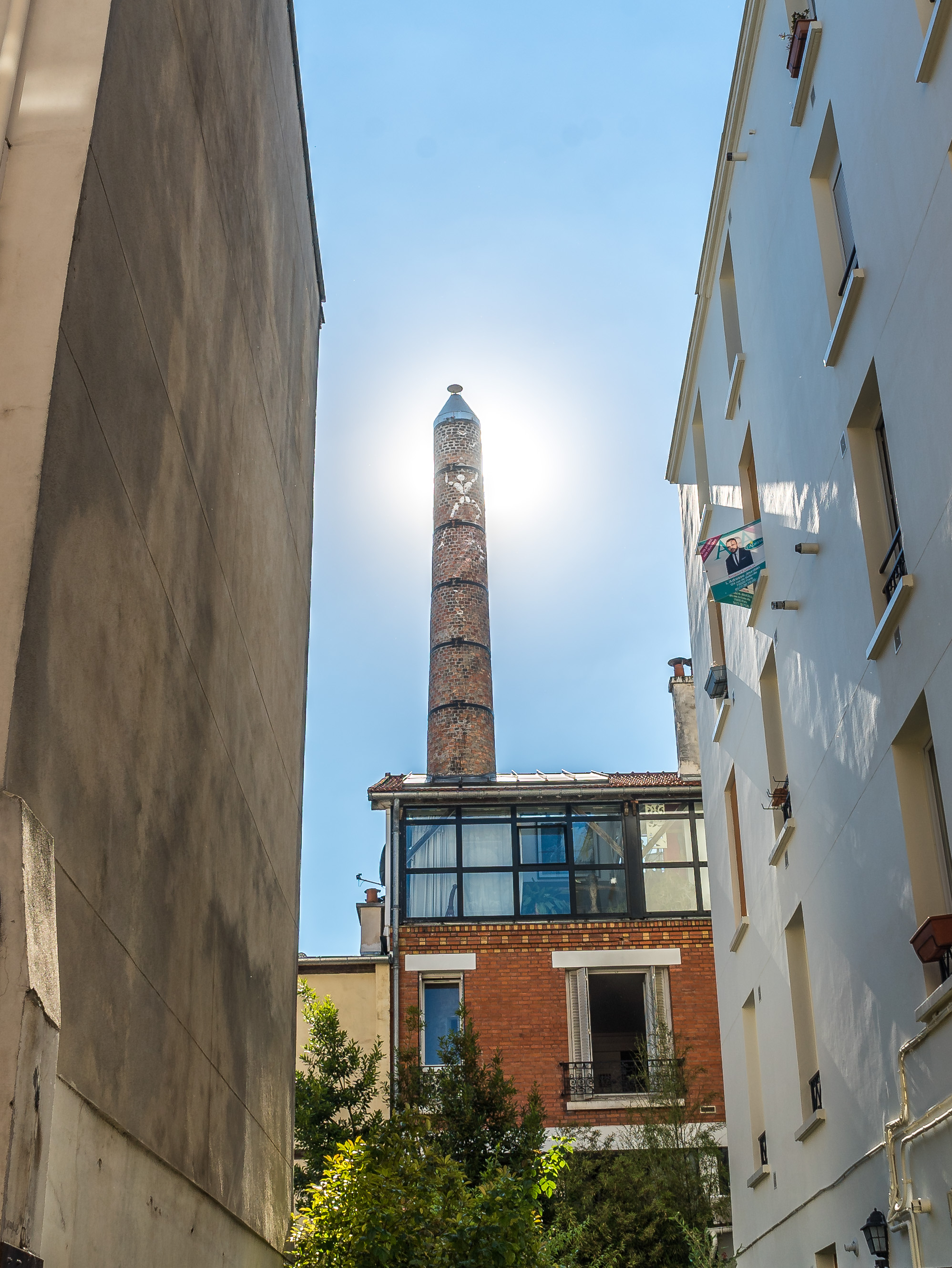
Entrée du no 11, avec la cheminée (voir ci-dessus).
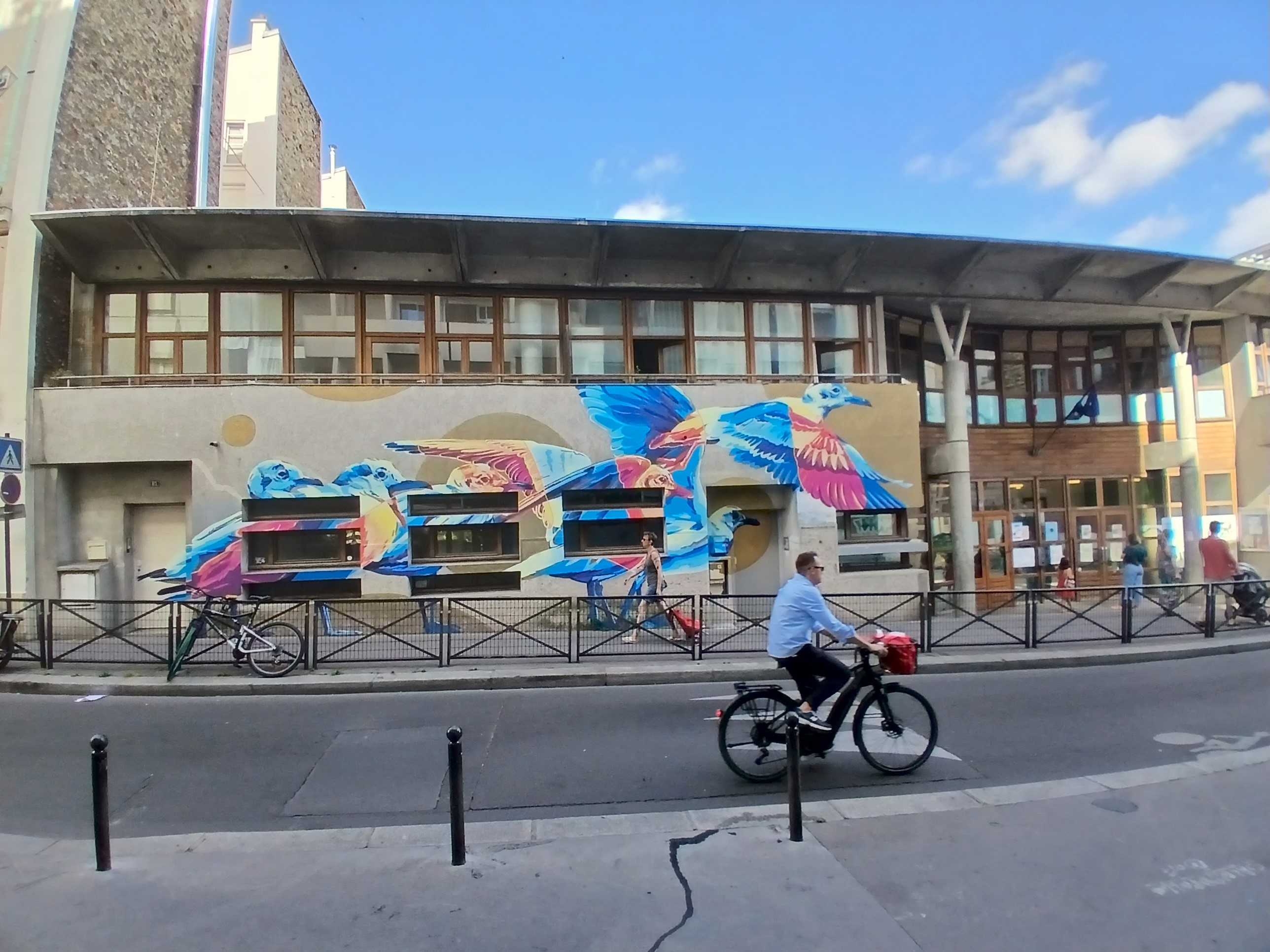
Fresque décorant l'école primaire.
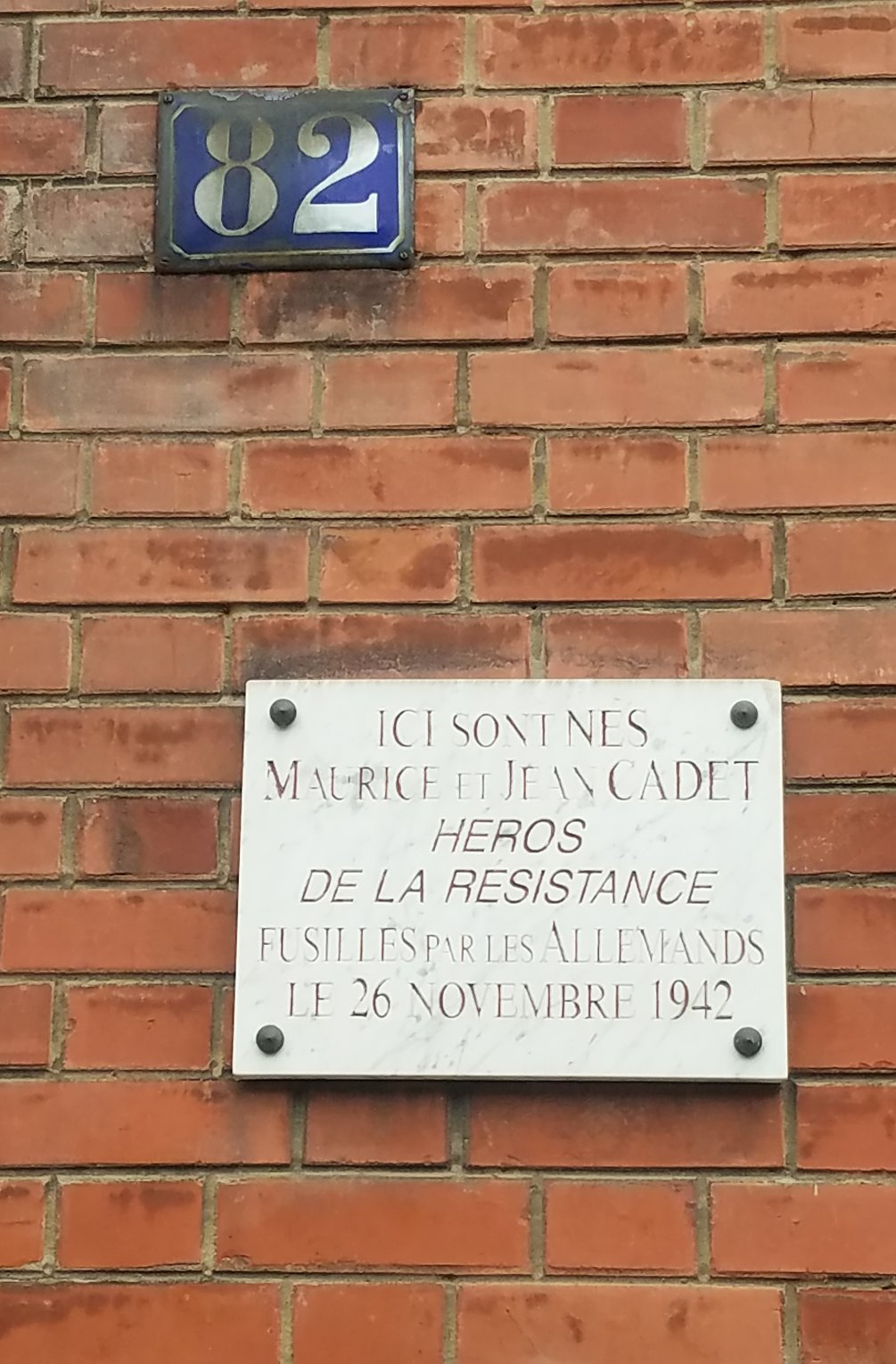
Plaque honorant des héros de la Résistance au no 82.